# Alájar
Alájar település Spanyolországban, Huelva tartományban. Alájar Almonaster la Real, Aracena, Linares de la Sierra, Los Marines, Santa Ana la Real és Castaño del Robledo községekkel határos. Lakosainak száma 791 fő (2024).

## Népesség
A település lakosságának változását az alábbi diagram mutatja:
| Lakosok száma | 789  | 750  | 821  | 808  | 798  | 798  | 814  | 756  | 814  | 791  |
|               | 2001 | 2004 | 2006 | 2009 | 2011 | 2014 | 2016 | 2019 | 2021 | 2024 |